# Kosmos 1897
O Kosmos 1897 (também conhecido por Altair 12L) foi um satélite de comunicação geoestacionário soviético/russo construído pela NPO Prikladnoi Mekhaniki (NPO PM). Ele esteve localizado na posição orbital de 95 graus de longitude leste. O satélite foi baseado na plataforma KAUR-4.

## Lançamento
O satélite foi lançado com sucesso ao espaço no dia 26 de novembro de 1987, por meio de um veículo Proton-K/Blok-DM-2 a partir do Cosmódromo de Baikonur, no Cazaquistão. Ele tinha uma massa de lançamento de 2600 kg.